# Arvental
Arvental är en dal i Österrike.   Den ligger i förbundslandet Tyrolen, i den västra delen av landet, 300 kilometer väster om huvudstaden Wien.
Trakten runt Arvental består i huvudsak av gräsmarker. Runt Arvental är det ganska glesbefolkat, med 30 invånare per kvadratkilometer.